# Nodiahan
Nodiahan est un cours d'eau intermittent du nord de la Côte d'Ivoire qui se situe à une altitude d'environ 423 m dans la Région des savanes à proximité du village Ponondougou.